# Vejers Strand
Vejers Strand ist ein dänischer Ferienort mit nur 65 Einwohnern (2005), aber über 1000 Ferienhäusern. Vejers Strand liegt in der Region Syddanmark, etwa 30 km nordwestlich der Stadt Esbjerg und zwischen den Ortschaften Blåvand und Grærup an der Westküste Jütlands.
Der Ort gehört zur Kommune Varde, die Stadt Varde mit der Gemeindeverwaltung ist 20 km entfernt.
Vejers gehört zu den ältesten Ferienorten Dänemarks, die ersten Ferienhäuser wurden bereits in den 1930er Jahren errichtet. Außerdem gibt es drei große Campingplätze. Der Strand vor der Südhälfte des Ortes ist für PKW freigegeben. Der breite Sandstrand ist bei Wassersportlern und Reitern gleichermaßen beliebt. Bei guter Sicht erkennt man den Offshore-Windpark Horns Rev. 
Am Ort existiert eine Bonbonfabrik. 
Vejers ist im Süden und Osten vom Truppenübungsplatz Oksbøllejren auf der Kallesmærsk Hede umschlossen. Hier liegt die ehemalige Ortschaft Grærup, die in den 1960er Jahren entsiedelt und dem Militär zu Übungszwecken überlassen wurde. An Manövertagen werden unter Umständen Straßen und der Strandabschnitt südlich von Vejers gesperrt.

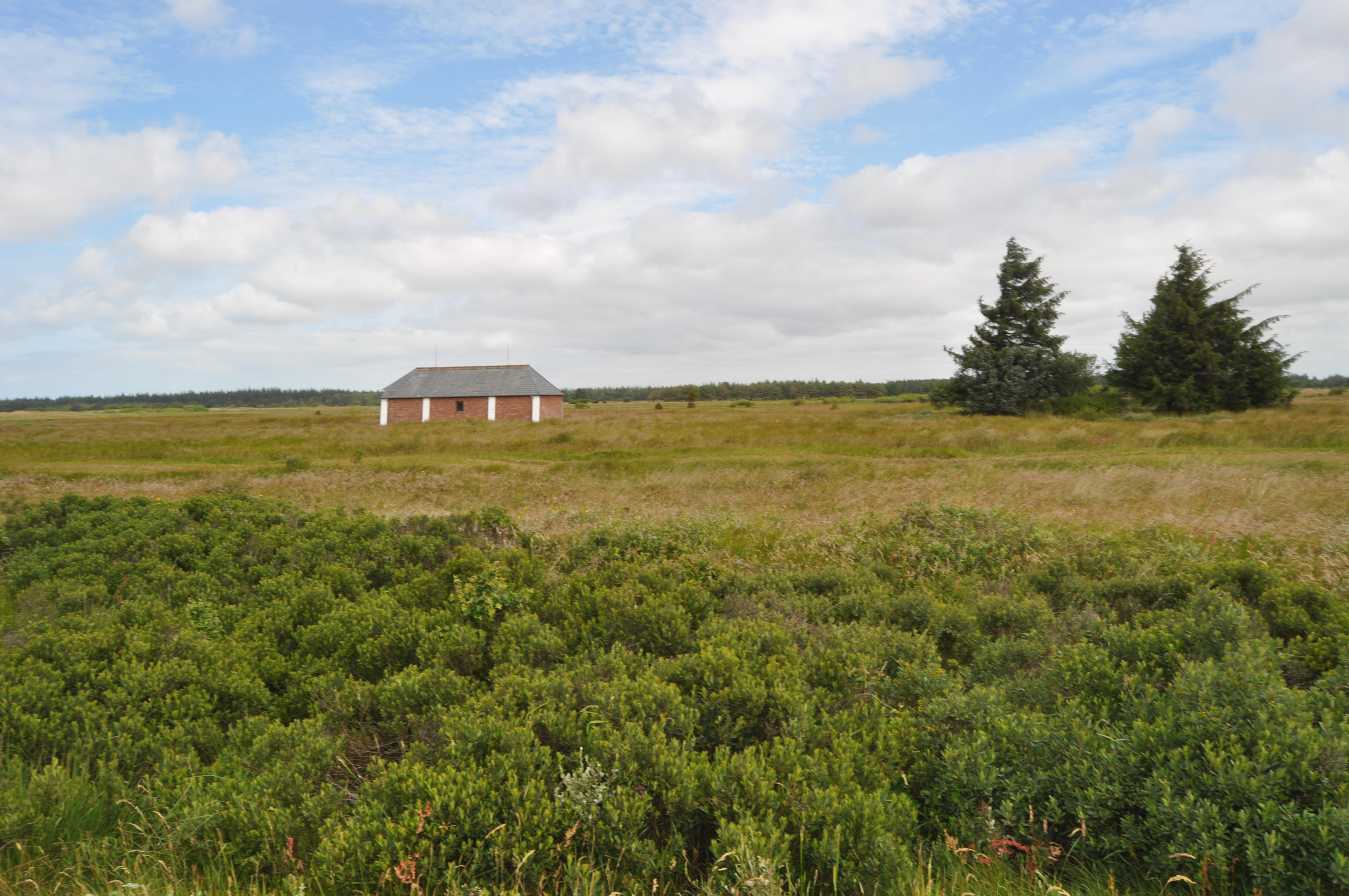
Truppenübungsplatz Oksbøllejren. Verlassene Häuser dienen der realistischen militärischen Übung.